# Aribert Heim
Aribert Ferdinand Heim (født 28. juni 1914, død 10. august 1992 også kendt som Doktor Død eller Slagteren fra Mauthausen) var en østrigsk Schutzstaffel-læge og medlem af SS. Under 2. verdenskrig i Mauthausen-Gusen koncentrationslejren myrdede og torturede han som lejrlæge kz-fanger, som han brugte i 'medicinske forsøg'. Heim var en af Simon Wiesenthal Centerets mest eftersøgte krigsforbrydere.
Heim forsvandt i 1962. I februar 2009 rapporterede ZDF og New York Times, at Heim døde i Kairo i 1992. I september 2012 erklærede den regionale domstol i Baden-Baden Heim som død og afsluttede straffesagen mod ham.

## Baggrund
Heim blev født i Bad Radkersburg i Østrig-Ungarn som søn af en politiinspektør og en husmor. Han tog studentereksamen i Graz og læste medicin i Wien. I 1935 blev Heim medlem af det illegale NSDAP og SA i Østrig. Efter Østrigs "Anschluss" til det nazistiske "Deutsche Reich" blev han 1. oktober 1938 medlem af SS. I april 1940 meldte Heim sig frivilligt til Waffen-SS. 
Efter rekrutuddannelse blev han i august 1940 udstationeret ved den sanitære reservebataljon ved SS' forsyningstropper i Prag. I april 1941 blev han udnævnt til koncentrationslejrinspektør. Heim var først lejrlæge i Sachsenhausen koncentrationslejren og blev i juni 1941 flyttet til Buchenwald koncentrationslejren med samme stilling og derefter i juli 1941 til Mauthausen-Gusen koncentrationslejren.

## Krigsforbrydelser som lejrlæge
Ifølge Heims egne oplysninger i Mauthausen-Gusens operationsbog opererede han mindst 243 fanger mellem oktober og november 1941. Ifølge en lejrsekretær og en kirurgisk assistent myrdede Heim og lejrapotekeren Erich Wasicky hundredvis af jødiske fanger ved at injicere væske - blandt andet fenol eller vand - i offerets hjerte. Samtidigt øvede Heim sig i at bortoperere organer fra levende fanger uden anæstesi. I henhold til Mauthausenmindesmærket opererede Heim mindst 220 fanger uden anæstesi, flere af dem gentagne gange. Ifølge Mauthausen-Gusen lejerens dødsregister døde hundereder af fanger af Heims operationer og indgreb.
Ifølge en tidligere kz-fange Karl Lotter, der arbejdede som sygeplejerske, da Heim var lejrlæge, kom en 18-årig jødisk dreng til klinikken med en betændt fod. Da Heim spurgte ham, hvordan det kunne være, at han var i så god form, svarede drengen, at han var fodboldspiller og svømmer. I stedet for at behandle drengens fod bedøvede Heim ham, fjernede hans nyrer og kastrerede ham. Drengen blev derefter halshugget, og Heim kogte kødet af kraniet, så det kunne vises frem.
Det er ukendt, hvor længe Heim var lejrlæge i Mauthausen. Ifølge Heims eget udsagn var han flyttet til et SS-hospital i Wien den 24. november 1941 og blev sessionslæge ved forskellige SS-kontorer. Ifølge Hans Maršálek, der fra september 1942 var indsat i Mauthausen, var Heim i sommeren 1942 læge i Mauthausens underlejr Gusen.

## Efterkrigstiden
Den 15. marts 1945 blev Heim tilbageholdt i Hunsrück af det amerikanske militær. I slutningen af 1946 var Heim krigsfange i Ludwigsburg og Stuttgart. Den 22. december 1947 blev han løsladt som en del af en juleamnesti.
Ved sin afnazificeringsafhøring i Neckarsulm den 20. marts 1948 erklærede Heim, at han mod sin vilje var blevet indrulleret i Waffen-SS. Ifølge ham var "SS' kriminelle mål og målsætninger" ham ikke bekendt, da han indtrådte i Waffen-SS. Samtidigt hævede han, at han "på intet tidspunkt [havde] deltaget i aktioner, der var imod menneskerettighederne eller folkeretten." Den 22. marts 1948 indstillede afnazificeringsdomstolen i Neckarsulm afnazificeringsprocessen på baggrund af Heims erklæring. Retten fremlagde en rapport fra Berlin Dokument Center, som fortiede Heims NSDAP- og SS medlemskab og hans aktiviteter i koncentrationslejrene.
Efter at være blevet løsladt fra internering arbejdede Heim på et kommunalt hospital i Friedberg i Hessen. I juli 1949 giftede Heim sig og slog sig ned som læge i Mannheim. I 1953 blev han autoriseret speciallæge. Året efter flyttede han til Baden-Baden, hvor han åbnede praksis som gynækolog i november 1955. Ifølge politiets efterforskning arbejdede Heim også som farmaceutisk konsulent i Baden-Baden. I december 1956 opgav Heim sit østrigske statsborgerskab og fik et tysk statsborgerskab.

## Arrestordre og flugt
Den 14. september 1962 gik Heim under jorden. Dagen før havde byretten i Baden-Baden udstedt en arrestordre på baggrund af en "stærk mistanke" mod Heim. Arrestordren lød sådan:
 Han var SS lejrlæge i den tidligere koncentrationslejr Mauthausen/Østrig i 1941 og i 1942 og dræbte med overlæg et større, endnu ukendt antal indsatte i denne lejr – heraf også jøder – ved at injicere benzin eller magnesiumchlorid med en sprøjte direkte i hjertet med døden til følge. Han havde gentagne gange åbnet bughulen, fjernet de indre organer og  dræbt de respektive fanger med en sprøjte.

 — Arrestordre fra byretten i Baden-Baden, Citeret af Klemp.
Før sin flugt havde Heim i maj 1962 givet fuldmagt til Frankfurt-advokaten Fritz Steinacker. Steinacker udtalte i april 1977, at indtægterne fra en udlejningsejendom, som Heim havde købt i Berlin-bydelen Moabit i 1958, var udbetalt til Heim. 
Efter anmeldelse fra Simon Wiesenthal og det jødiske samfund i Berlin indledte Berlins justitssenator Peter Ulrich en sag ved domstolene mod Heim. I juni 1979 idømtes Heim en bøde på 510.000 DM ved retten i Berlin for at have dræbt mindst 100 fanger i Mauthausen-Gusen koncentrationslejr. Retten betragtede det som en skærpende omstændighed, at Heim havde benyttet sin lægetitel til at berolige fangerne. Opkrævningen af bøden var umulig i første omgang, idet landsretten i Baden-Baden samtidigt havde beslaglagt Heims aktiver. Efter langvarige forhandlinger mellem de involverede myndigheder blev huset solgt i 1988. Bøden blev betalt af provenuet. Prisstigningerne blev indsat på en spærret konto under myndighedernes kontrol.

### Jagten
Heim havde angiveligt skjult sig i Sydamerika, Spanien eller Balkan. Efraim Zuroff fra Wiesenthal Center har indledt en eftersøgning af hans opholdssteder, og i slutningen af 2005 fandt det spanske politi hans bopæl i Palafrugell. Ifølge El Mundo var Heim blevet hjulpet af Otto Skorzenys medarbejdere, der havde organiseret en af de største ODESSA baser i Francos Spanien.
I begyndelsen af 2006 mentes Heim at være i Chile, hvor hans datter, Waltraud, havde boet siden begyndelsen af 1970'erne. Adspurgt af de chilenske myndigheder på foranledning af Tyskland om sin faders opholdssted hævdede Waltraud, at Heim var død i 1993, men da hun forsøgte at hæve en million dollar på hans konto, kunne hun ikke fremvise en dødsattest.
Ifølge det israelske Mossad skulle Heim være flyttet til Spanien efter at være flygtet til Paysandú i Uruguay. Den tyske regering tilbød € 150.000 for oplysninger, der kunne føre til hans arrest, mens Simon Wiesenthal Centeret lancerede Operation Sidste Chance, et projekt beregnet til at hjælpe regeringerne med at finde og arrestere nazistiske krigsforbrydere, der stadig er i live. 
På fem år er der hævet € 300.000 fra Heims konti, som er overført til Spanien og Danmark. Pengeoverførslerne vakte mistanke hos israelske tjenestemænd fra Kriminalinstituttet i Baden-Württemberg. Efter de havde set kontoen, konkluderede de, at pengene var Heims, at Heim var i live, og at hans familie havde løjet om hans død af kræft i Sydamerika. Tyske efterforskere og Simon Wiesenthal Centeret opdagede i begyndelsen af 2000'erne Heims hemmelige bankkonti i Berlin. Heim blev antaget at være i live, da ingen af hans tre børn havde gjort krav på pengene. Skatteoptegnelser viser, at Heims advokat så sent som i 2001 bad de tyske myndigheder om, at erstatninger, skatter og kapitalgevinster skulle opkræves, da Heim var bosat i udlandet.[kilde mangler]
Ifølge oplysninger fra 2007 fra tidligere oberst i det israelske luftvåben Danny Baz blev Heim kidnappet fra Canada og ført til Santa Catalina ud for den californiske kyst, hvor han blev dræbt af et nazi-jæger-team med kodenavnet "Uglen" i 1982. Baz hævder selv at have været en del af denne gruppe. Simon Wiesenthal Center i Jerusalem og den franske nazijæger Serge Klarsfeld fastholder, at det ikke er sandt. I juli 2007 erklærede det østrigske justitsministerium, at det ville betale € 50.000 for oplysninger, der ville føre til hans arrest og udlevering til Østrig.
I 2009 rapporterede ZDF og New York Times, at Heim døde af tyktarmskræft 10. august 1992 i Kairo i Egypten.